# Водрёй, Пьер де Риго де
Маркиз Пьер де Риго де Водрёй (фр. Pierre de Rigaud de Vaudreuil; 22 ноября 1698, Квебек (Новая Франция) — 4 августа 1778, Париж) — французский государственный деятель, губернатор Труа-Ривьер (1733—1742), губернатор Французской Луизианы (1742—1753), последний генерал-губернатор Новой Франции (1755—1760).

## Биография
Представитель знатного французского рода. Четвёртый сын Филиппа де Риго де Водрёя, губернатора Новой Франции в 1703—1725 годах. Его племянником был Луи-Филипп де Риго де Водрёй, адмирал, заместитель командующего французскими военно-морскими силами в американских водах в период Войны за независимость США.
Офицер военно-морского флота Франции. Благодаря военной и гражданской службе и покровительству отца, быстро продвинулся по карьерной лестнице в Новой Франции
В 1733 году был назначен губернатором Труа-Ривьера, затем с 10 мая 1743 года по 9 февраля 1753 года служил губернатором Французской Луизианы. Проявил себя, как опытный офицер и способный администратор.
В 1753 году был отозван во Францию и в 1755 году назначен королём Людовиком XV генерал-губернатором Новой Франции. Из всех губернаторов Новой Франции Пьер де Риго де Водрёй — единственный, кто родился во французской колонии.
Обладал высшей гражданской властью и фактически был главнокомандующим всех французских сил в колонии. Нёс ответственность за сохранение французского суверенитета на континенте от Аппалачей и Флориды на востоке до Новой Испании на западе и от Мексиканского залива до Ривьер-де-Ривьер Иллинойс. В 1750-х годах построил Форт Карильон.
Во время его правления в 1759—1760 годах британцы завоевали колонию в ходе Семилетней войны (известной в США, как война с французами и индейцами).
Несмотря на сопротивление, был вынужден 8 сентября 1760 года сдать Монреаль.
Был обвинён в потерях Франции в Новом Свете, и в марте 1762 года заключён в Бастилию, но за отсутствием доказательств вскоре освобождён. В декабре 1763 года военный трибунал снял в него все обвинения. Позже Пьер де Риго де Водрёй был отправлен на пенсию и удостоен Ордена Святого Людовика.